# Twynholm
Twynholm ist ein Dorf in der Council Area Dumfries and Galloway beziehungsweise der traditionellen Grafschaft Kirkcudbrightshire.
Der Ort hat eine Grundschule, einen Hofladen und eine Tankstelle und liegt genau an der A75 ungefähr acht Meilen westlich von der Kleinstadt Castle Douglas.
Kurz vor Weihnachten 2013 entdeckten die beiden Schatzsucher Gus Paterson und Derek McLennan mit Hilfe eines Metalldetektors auf einem Feld nahe Twynholm einen Schatz aus mindestens 300 aus dem Mittelalter stammenden Silbermünzen. Dabei handelte es sich um den größten Fund an mittelalterlichen Silbermünzen, der je in Schottland gemacht wurde.

## Söhne und Töchter des Ortes
- David Coulthard, Formel-1-Fahrer.